# Mario Golf: Toadstool Tour
Mario Golf: Toadstool Tour (Japans: マリオゴルフ ファミリーツアー?; Mario Golf: Family Tour) is een computerspel dat werd ontwikkeld door Camelot Software Planning en uitgegeven door Nintendo. Het spel is een sportspel en kwam in 2003 uit voor de Nintendo GameCube. Met het spel kan de speler Golf spelen. Het spel bevat naast Mario ook de personages Peach, Donkey Kong, Yoshi, Luigi en Wario. Het spel kan met maximaal vier personen gespeeld worden.

## Ontvangst
| Beoordeeld door        | Jaar | Score |
| ---------------------- | ---- | ----- |
| UOL Jogos              | 2003 | 100%  |
| Gamesmania             | 2004 | 85%   |
| Gamernode              | 2006 | 83%   |
| N-Zone                 | 2004 | 81%   |
| Game Informer Magazine | 2003 | 80%   |
| IGN                    | 2003 | 80%   |
| Games Master           | 2004 | 80%   |
| Nintendo Life          | 2011 | 80%   |
| Netjak                 | 2003 | 65%   |
| The Video Game Critic  | 2003 | 58%   |

Golf · 
NES Open Tournament Golf · 
Mario Golf (N64) · 
Mario Golf (GBC) · 
Toadstool Tour · 
Advance Tour · 
World Tour